# Carpomys
Carpomys — рід гризунів родини мишевих. Він містить два сучасні види та один вимерлий вид:
- Carpomys melanurus
- Carpomys phaeurus
- † Carpomys dakal[2]